# Subah

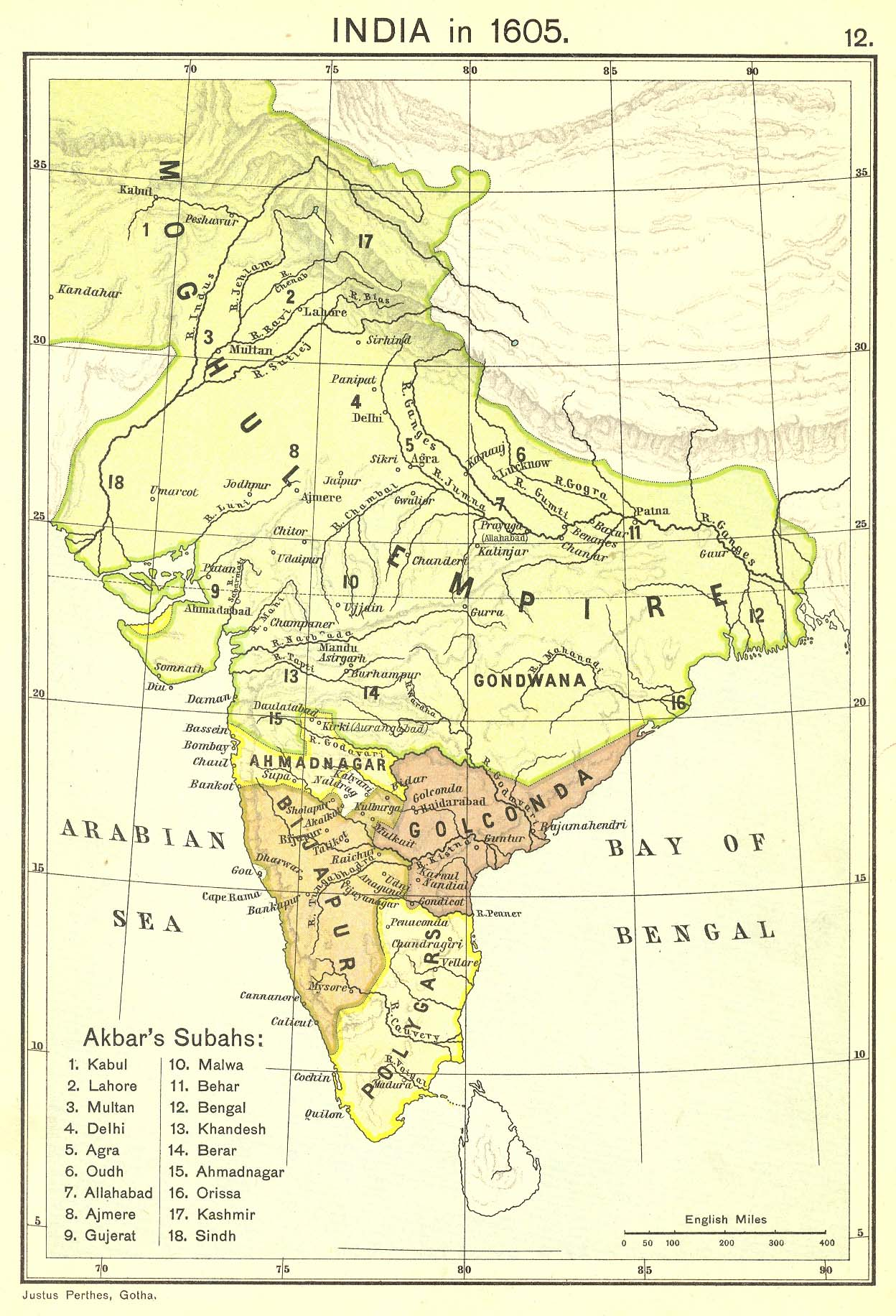
Subahs de l'empire moghol.

Un subah était le terme utilisé pour désigner une province de l'empire moghol. 
Le mot est dérivé de l'arabe et du persan. Le gouverneur ou souverain d'un subah était connu sous le nom de subahdar (parfois appelé aussi subeh), qui devint par la suite subédar pour désigner un officier supérieur de l'armée pakistanaise. 
Les subahs ont été établis par le badshah (empereur) Akbar le Grand lors de ses réformes administratives des années 1572-1580. Au début, ils étaient au nombre de 12, mais ses conquêtes portèrent à 15 le nombre de subahs à la fin de son règne. Les Subahs étaient divisés en Sarkars ou districts. Les Sarkars ont ensuite été divisés en Parganas ou Mahals. Ses successeurs, notamment Aurangzeb, élargirent encore le nombre de subahs lors de leurs conquêtes. 
Alors que l'empire commençait à se dissoudre au début du XVIIIe siècle, de nombreux subahs devinrent effectivement indépendants ou furent conquis par les Marathes ou les Anglais.

## Source
- (en) Cet article est partiellement ou en totalité issu de l’article de Wikipédia en anglais intitulé « Subah » (voir la liste des auteurs).